# 24102 Jacquescassini
24102 Jacquescassini (1999 VD9) là một tiểu hành tinh vành đai chính được phát hiện ngày 9 tháng 11 năm 1999 bởi C. W. Juels ở Fountain Hills.